# ناز دروغین
ناز دروغین (نام علمی: Sedum spurium) گیاهی از خانواده گل‌نازیان است.